# Hypericum lissophloeus
Hypericum lissophloeus är en johannesörtsväxtart som beskrevs av P. Adams. Hypericum lissophloeus ingår i släktet johannesörter, och familjen johannesörtsväxter. Inga underarter finns listade i Catalogue of Life.